# Walter van Rossum
Walter van Rossum (* 1954) ist ein deutscher Journalist und Publizist. Bekannt wurde er vor allem durch seine medienkritischen Beiträge zur Tagesschau und zur Talkshow-Kultur.

## Leben
Walter van Rossum studierte Romanistik, Philosophie und Geschichte in Köln und Paris. Mit seiner Dissertation über Jean-Paul Sartre, Sich verschreiben. Jean-Paul Sartre 1939–1953 wurde er 1989 an der Kölner Universität promoviert. 1981 begann er als freier Autor für Deutschlandfunk, Die Zeit, Merkur, Frankfurter Allgemeine Zeitung, Frankfurter Rundschau und Der Freitag zu arbeiten. Für den WDR moderierte er unter anderem die „Funkhausgespräche“.
Seit 2015 publiziert van Rossum verstärkt in alternativen Medien. Er ist Autor von Beiträgen in Rubikon (Manova), wo er auch das Gesprächsformat The Great WeSet moderiert. Seine Buch-Veröffentlichungen Meine Pandemie mit Professor Drosten. Vom Tod der Aufklärung unter Laborbedingungen und Die Intensiv-Mafia (mit Tom Lausen), beide von 2021, waren Spiegel-Bestseller. 2021 beendete der WDR die Zusammenarbeit mit Rossum. Den sogenannten „Rauswurf nach 40 Jahren“ thematisiert Rossum selbst in seinem aktuellen Buch Alternativen in Medien und Recht.

## Publikationen

### „Meine Sonntage mit ‚Sabine Christiansen‘“ (2004)
In seinem Spiegel-Bestseller Meine Sonntage mit „Sabine Christiansen“. Wie das Palaver uns regiert setzt sich van Rossum mit der damaligen ARD-Talkshow Sabine Christiansen auseinander. In einem Artikel der Frankfurter Allgemeinen Sonntagszeitung, der vom Spiegel wiederabgedruckt wurde, erläuterte van Rossum die Thematik seines gerade erschienenen Buches. Die Talkshow von Christiansen spiegele eine streitbare Demokratie vor, womit sie allerdings weder neu noch exklusiv sei. Stattdessen würde sie die „Wünsche der Chefetage ans Volk“ durchreichen und eine Wachstum-um-jeden-Preis-Ideologie verfolgen. Es gehe dabei nicht mehr um Reformen, sondern um Systemüberwindung. Stellvertretend habe das Ole von Beust formuliert: „Ich glaube, wenn wir im Moment die Chance nicht nutzen, zu sagen, es geht nicht mehr um Bausteine im System, es geht um einen notwendigen Systemwechsel in vielen Bereichen, vertun wir eine Chance.“ Leitmotivisch gehe es, so die Meinung Rossums, immer darum, Deutschland erst in Gefahrenstimmung zu wiegen, um es anschließend zu retten. Dabei gebe es aber keine Diskussion, da eine von Rossum so genannte „Deutschland-Rettungs-AG“, womit er die Chefetage aus Politik, Wirtschaft, Lobby und Beratern meint, ihre Zehnjahrespläne dekretiere. Rossum sieht Sabine Christiansen als beflissene Chefsekretärin des Juste Milieu, sie funktioniere als eine „Tonspur in der Endlosschleife mit den stets gleichen Figuren, die bloß unterschiedliche Namen tragen“.
Bettina Gaus von der TAZ sprach van Rossum in ihrer Rezension vom 31. Juli 2004 zu, das Verdienst für sich in Anspruch nehmen zu können, zu den ganz wenigen zu gehören, „die den Kaiser trotz angeblich neuer Kleider auch weiterhin nackt zu nennen bereit sind“. Gaus bezog sich hierbei auf die Liquidierung des Wohlfahrtsstaates, speziell das Versagen der Regierung angesichts sinkender Reallöhne, das sie hinter ihrer Behauptung verstecke, Wirtschaftswachstum geschaffen zu haben. Bemerkenswert findet sie, dass der Autor zwischen den Parteien keinen Unterschied mehr finde, was er aber mit Zitaten ganz unterschiedlicher Politiker belege. Van Rossum habe recht mit seiner kritischen Analyse des Weltbildes von Christiansen. Das „Politpalaver in der TV-Kampfzone Deutschland“ vermittele vor allem die Meinung der Chefetagen ans Volk. Dabei schieße van Rossum manchmal über das Ziel hinaus und streife hinsichtlich des Todes von Möllemann Verschwörungstheorien.
Klaus Koch (DPA) bescheinigt der Publikation, einen Nerv getroffen zu haben. Sie sei dabei nicht ausschließlich gegen die genannte Talkshow gerichtet. Van Rossum meinte, er hätte sich auch eine andere Sendung oder ein anderes Medium zur Beobachtung aussuchen können. In der zweiten Auflage wurde ein Satz gestrichen, gegen den die Produktionsfirma eine Unterlassungserklärung erhoben hatte: Ein Mitarbeiter von Finanzminister Hans Eichel sei als Berater für die Auswahl der Gäste zuständig.
Nils Klawitter (Der Spiegel) urteilte, treffender sei das sonntägliche „Polit-Placebo“ selten seziert worden.
Lutz Herden kritisierte 2015 in Der Freitag, die analytische Komponente bleibe trotz aller scharfsinnigen Deskription „unterversorgt“: Die Fragen blieben offen, warum der „tückische Totalitarismus der Postmoderne“ derart unverhohlen vorgezeigt werden könne und welche sozialpsychologischen Tiefenwirkungen diese staatstragende Veranstaltung habe. Vieles bei Christiansen funktioniere, so Herden, im Wechselspiel mit dem Publikum, „das gern bei seinen Pogrom-Phantasien abgeholt zu werden scheint, wenn Merz, Eichel oder Rürup ihren Sermon über verkrustete Sozialstrukturen in der Abteilung gesundes Volksempfinden abladen“. Hier überbringe der „tückische Totalitarismus“ seine sozialdarwinistische Botschaft und findet im Christiansen-Auditorium jede Menge williger Claqueure.

### „Die Tagesshow“ (2007)
Walter van Rossum stellt nach Recherchen und einem ARD-Praktikum in seinem Buch Die Tagesshow: Wie man in 15 Minuten die Welt unbegreiflich macht (2007) den primär informativen Anspruch der „Tagesschau“ in Frage und bezeichnet ihn als Mythos. Die Sendung verwandele die Realität „in eine Art endlose Lindenstraße“.
Es gehe weniger um Nachrichten als um die Verbreitung von Sprachregelungen, um inszenierte Politikerauftritte oder „erblindete Bilder“. Bei seiner Untersuchung der Nachrichten habe es ihn „dann noch überrascht, mit welcher Zuverlässigkeit ich davon ausgehen konnte, dass die Tagesschau nicht stimmt. Welches Thema auch immer ich mir vorgenommen habe – vieles davon ist ja gar nicht ins Buch eingeflossen –, die schlimmsten Befürchtungen wurden erfüllt.“ Über die Mechanismen der Homogenisierung der Meinungen schreibt van Rossum: „Dazu gibt es bei ARD-aktuell sicherlich keine Vorgaben, keine Magna Charta, aber es gelingt in täglicher Feinabstimmung, in den vielen Konferenzen und Besprechungen, bis sich die Sprachregelung zu den aktuellen Themen herausgebildet hat. Es geht um Objektivitätsschein, der durch größtmögliche Annäherung an die politische Mitte erreicht werden soll.“
Die Ergebnisse der Recherche wurden ebenfalls in einem Radio-Feature verarbeitet: „Die Tagesshow – oder die Welt in 15 Minuten“.
Rezensionen
Der Leiter der Deutschlandfunk-Nachrichten, Marco Bertolaso, kritisierte Rossums Darstellung als polemisch und bemängelte eine zu schmale Datenbasis (ein Sendetag, der 1. November 2006). Das Ergebnis sei suggestiv und pauschalisiere. Außerdem stelle Rossum die Kompetenz der Zuschauer infrage. Seine Kritik gehe jedoch fehl, da Nachrichten immer systemstabilisierend wirkten, unabhängig davon, wie das System gerade aussehe: Der öffentlich-rechtliche Rundfunk sei ausdrücklich geschaffen worden, um ein System zu stabilisieren, den demokratischen Rechtsstaat des Grundgesetzes. Außerdem fehle eine Analyse der Nachrichtenagenturen als „Themensetzer und Taktgeber der Nachrichtenwelt“. Rossums Darstellung blende weitere kritikwürdige Aspekte aus: „Das schleichende Gift von Boulevardisierung und Infotainment, die gefährliche Tempoverschärfung durch halbgare Informationen im Internet, die Kommerzialisierung der Information als Ware sowie die schlichte Tatsache, dass vielen Redaktionen der Rohstoff Zeit ausgegangen ist.“
In der Rezension der Zeit vom 12. Mai 2008 attestierte Insa Wilke, Van Rossums Analysen überzeugten stets, wenn sie sachorientiert seien. Prägnant beschreibe er den Einsatz von „erblindeten Bildern“ ohne jeden Erkenntnisgewinn, die Stereotypen reproduzieren. Seine Kritik sei insgesamt aber in der Form polemisch überzogen. Die Lektüre sei jedoch zu empfehlen, weil sie den Leser aus der Berieselungshaltung reiße.
Arno Orzessek von DeutschlandRadio Kultur bestätigte Rossum bei aller Kritik, der Gewinn seiner Untersuchung „jenseits des Lustgewinns für alle Freunde inzestuöser Medien-Hetze“ liege darin, „die eingeschliffenen Rituale der Nachrichtensendungen sichtbar zu machen, ihre – angesichts von Minutenbeiträgen – naturgesetzliche Oberflächlichkeit zu zeigen, die (weniger naturgesetzliche) Fehlerhaftigkeit zu dokumentieren, subtile und weniger subtile Vorentscheidungen weltanschaulicher Art offen zu legen und den Nachrichtenbetrieb etwas durchschaubarer zu machen.“ Van Rossum sei aber selbst ein Gefangener der Medienfalle: „Journalisten beobachten nicht die Welt, sondern fast ausschließlich andere Medien.“
Nils Klawitter (Der Spiegel) vergleicht van Rossums Kritik mit der Äußerung von Ex-RTL-Chef Helmut Thoma, man könne die Tagesschau „auch in Latein verlesen“. Van Rossum befinde, die öffentlich-rechtliche Nachrichtenbastion durchziehe ein geradezu autistisches Erzählritual. Was bleibe, sei eine stereotype Aufbereitung von Pseudonachrichten, die den Zuschauer zum Zaungast degradiere und am Ende alles in feiner Unbegreiflichkeit verhülle. Van Rossum würde aber etwas ideologische Entspannung guttun, so Klawitter, wenn er der Tagesschau vorwerfe, bei der Irak-Berichterstattung müsse man von einem „barbarischen und durch nichts zu rechtfertigen Angriffskrieg“ reden. Die Defizite seines Buchs seien offenbar, eine gut recherchierte Nachricht „brauche keine wohlfeilen Etiketten - auch keine gut gemeinten“. Die 90-köpfige Redaktion von ARD-aktuell verliere nicht regelmäßig die journalistische Fassung, da es offensichtlich auch redaktionsinterne Vorbehalte gebe. Auch bei Nachrichtenredakteuren halte die Immunität gegen Inszenierungen sicher nicht ewig, sie sei jedoch längst nicht verschwunden.

### „Schwarzbuch Deutschland“ (mit Gabriele Gillen, 2009)
Ausgewählte Fachautoren des Schwarzbuches legen zu 39 alphabetisch sortierten Themen auf 650 Seiten dar, welche Sachverhalte und Zusammenhänge ihrer Ansicht nach in Deutschland medial und politisch unkritisch dargestellt, verdreht oder verschwiegen werden. Beispiele sind die Untersuchungen Gerd Bosbachs zur Demografie, die Analyse Christoph Butterwegges zum Sozialstaat, Gabriele Gillens Darstellung zu Niedriglöhnen, Albrecht Kiesers Ausführungen zum Stichwort Ausländer- und Asylpolitik und Werner Rügemers Aufklärung zum Thema Korruption. Die schwarzen Flecken im Bewusstsein der Öffentlichkeit sind für Rossum Ausdruck des Einflusses des Neoliberalismus und des komplementären „Totalitarismus der Mitte“. Dieser könne – wenigstens einstweilen – auf den klassischen Repressionsapparat einer Diktatur verzichten, da er über Zustimmung oder wenigstens fehlenden Einspruch funktioniere. Hinter der Ignoranz stehe ein „Mix aus Charakterlosigkeit, Korruption, Desorientierung und Berechnung“. Die Grundlage von allem sei der Konformismus.
Rezensionen
Bettina Gaus von der TAZ hielt die Publikation Gillens und Rossums für eine „Pflichtlektüre für alle, die ihre Wachsamkeit beim täglichen Medienkonsum schärfen möchten und nicht alles glauben wollen, was ihnen als unumstößliche Wahrheit präsentiert wird“. Der Reiz liege nicht darin, „dass man jeder These begeistert zustimmen möchte, sondern darin, dass es so erfrischend anregend ist, einmal mit einem ganz anderen Blick als dem herkömmlichen konfrontiert zu werden. Und man fragt sich, warum manche unbestreitbaren Fakten so wenig bekannt sind.“
Matthias Becker bemängelte im Freitag den mangelnden Realismus des Buches, das in seiner Ausrichtung exakt dem „politischen Horizont der parlamentarischen Restlinken“ entspreche. In Auswahl und Argumentationsstruktur folge es leider oft der neoliberalen Agenda – „nur eben seitenverkehrt: Empören die einen sich über Sozialbetrug, tun die anderen es über Managergehälter, sagen die einen Globalisierung, sagen die anderen Binnennachfrage, die einen wollen mehr Markt und die anderen mehr Staat.“ Es würde übersehen, dass keine neoliberale Elite dem Rest der Gesellschaft gegenüberstehe. Die Unterschicht Deutschlands sei auf vielfältige Weise gespalten, „in (noch) Beschäftigte und Arbeitslose, in Deutsche und Migranten, in Modernisierungsgewinner und prekäre Existenzen“. Bei der Darstellung der Gewerkschaften sei man über deren konzept-, weil prinzipienlose Politik großzügig hinweggegangen.

## Kritik
Van Rossum wurde im Medienmagazin ZAPP des NDR als Verschwörungstheoretiker apostrophiert. Thomas Berbner kommentierte im Mai 2015 zu einem Vortrag Rossums, er habe dabei Menschen das „notwendige Rüstzeug für ihre vereinfachende Weltsicht geliefert“. Rossum sei ein „stolzer Verschwörungstheoretiker mit geschlossenem Weltbild“, der ausweiche, wenn es um Fakten für seine Behauptungen gehe. Er habe als sein Credo geäußert: „Es gibt Verschwörungen, also gibt es auch Verschwörungstheorien. Und wer was anderes sagt, hat ne Scheibe.“ Berbner warf Rossum vor, ein Zerrbild des Journalismus zu verbreiten. Die These von der Lenkung oder Selbst-Gleichschaltung halte er für „ausgemachten Blödsinn“. Seine Ausführungen über die „Mechanismen in Journalistenköpfen“ seien „küchenpsychologisch“. Er kritisierte auch den „Nazijargon“ in Ausdrücken wie Gleichschaltung und Führerbefehl.
Rossum bezeichnete die Darstellung Berbners als verkürzt, berief sich unter anderem auf Peter Scholl-Latours Darstellung des Medienbetriebs und bot eine Wette darauf an, dass die Tagesschau den Überfall der USA auf den Irak nicht wiederholt als völkerrechtswidrig bezeichnet habe. Berbner nahm die Wette nicht an. Rossum zitierte Egon Erwin Kischs Beobachtung „Wenn Kollegen sich brüsten, sie seien nie in ihrem Schreiben beschränkt worden, nie würde ihnen ein Gedanke gestrichen, so ist das nur ein Beweis dafür, dass sie sich von selbst innerhalb der Zensurgrenzen bewegen, ihre Denkweise nirgends über die Hürden der vorgeschriebenen Ideologie hinausstrebt.“ Er begründete seine Medienkritik außerdem mit einem Umfrageergebnis zur Ukraineberichterstattung 2014, wonach zwei Drittel des Publikums der Ukraine-Berichterstattung in den Medien nicht mehr vertrauen.

## Preise und Auszeichnungen
- 1988: Förderpreis beim Ernst-Robert-Curtius-Preis für Essayistik[30]
- 2013: Alternativer Medienpreis für das Radio-Feature „Zweierlei Maß“[31]

## Privates
Van Rossum lebt in Köln und Marokko.

## Hörfunkbeiträge
- Vom Kriege. Die Arbeit der Verschwörung(stheorien). Eine Fallstudie am laufenden Beispiel. Funkhausgespräche Donnerstag, 24. Oktober 2002, 20.05 – 21 Uhr, WDR 3 und WDR 5, Gäste Mathias Bröckers, Ulrich Fichtner, Moderation Walter van Rossum
- WDR 3 Gutenbergs Welt: Politische Profile
- Studiozeit Hörspiel: Die Liebe ist eine Baustelle– Simone de Beauvoir und Jean-Paul Sartre,[32] Deutschlandfunk 2005.
- Studiozeit Hörspiel: Das Mögliche hat seine Spur im Sein. Die Utopie der Utopie, Deutschlandfunk, 13. Februar 2007
- Ein Käfig voller Enten? Recherchen zur Sauerlandzelle. Deutschlandfunk Feature, 12. Mai 2009, Sendemanuskript online
- Liebesverhältnisse. Eine unordentliche Liebe um 1913 Deutschlandfunk, 15. Juli 2014

## Bücher (Auswahl)
- Sich verschreiben. Jean-Paul Sartre, 1939–1953. Fischer Taschenbuch, Frankfurt am Main 1990, ISBN 3-596-10533-1.
- Simone de Beauvoir und Jean-Paul Sartre. Die Kunst der Nähe. Rowohlt Berlin, Berlin 1998, ISBN 3-87134-276-9.
  - Übersetzungen ins Chinesische (2000), Hebräische (2000), Koreanische (2003), Rumänische (2003) und Tschechische (2003).
- Meine Sonntage mit „Sabine Christiansen“. Wie das Palaver uns regiert. Kiepenheuer und Witsch, Köln 2004, ISBN 3-462-03394-8.
- Die Tagesshow. Wie man in 15 Minuten die Welt unbegreiflich macht. Kiepenheuer und Witsch, Köln 2007, ISBN 978-3-462-03951-1.
- Hrsg. mit Gabriele Gillen: Schwarzbuch Deutschland. Das Handbuch der vermissten Informationen. Rowohlt, Reinbek bei Hamburg 2009, ISBN 978-3-498-02504-5.
- Ja, lügen die Medien denn nun oder nicht? In: Jens Wernicke (Hrsg.): Lügen die Medien? Propaganda, Rudeljournalismus und der Kampf um die öffentliche Meinung. Westend, 2017. ISBN 978-3-86489-188-5
- Mediale Superspreader. In: Hannes Hofbauer und Stefan Kraft (Hrsg.): Lockdown 2020: Wie ein Virus dazu benutzt wird, die Gesellschaft zu verändern. Promedia, Wien 2020. ISBN 978-3-85371-473-7.
- Meine Pandemie mit Professor Drosten. Vom Tod der Aufklärung unter Laborbedingungen. Rubikon-Betriebsgesellschaft, 2021, ISBN 978-3-96789-012-9.
- Mit Tom Lausen: Die Intensiv-Mafia: Von den Hirten der Pandemie und ihren Profiten. Rubikon, Dezember 2021, ISBN 978-3-96789-026-6.
- The Great WeSet: Alternativen in Medien und Recht. massel Verlag, 2023. ISBN 978-3-948576-06-6.